# Slaget vid Dunkerque
Slaget vid Dunkerque var ett viktigt slag under andra världskriget mellan de allierade och Nazityskland. Som en del av Slaget om Frankrike på västfronten var slaget ett försvar och evakuering av brittiska och allierade styrkorna i Europa från 26 maj till 4 juni 1940.
Efter Låtsaskriget började slaget om Frankrike på allvar den 10 maj 1940. I öster invaderade armégrupp B Nederländerna och avancerade västerut. Som svar inledde  Maurice Gamelin "Plan D" och invaderade Belgien för att möta tyskarna i Nederländerna. Planen var beroende av Maginotlinjens befästningar längs den tysk-franska gränsen, men tyskarna hade redan passerat de flesta i Nederländerna innan de franska trupperna anlände. Därmed skickade Gamelin sina trupper, tre mekaniserade arméer, den franska första och sjunde armén och den brittiska expeditionskåren till floden Dyle. Den 14 maj sprang armégrupp A genom Ardennerna och avancerade snabbt till väst mot Sedan, och vände sedan norrut till Engelska kanalen och lyckades flankera de allierade trupperna.
Ett flertal allierade motanfall — däribland slaget vid Arras — misslyckades med att bryta den tyska förtruppen, som anlände till kusten den 20 maj, som separerade den brittiska expeditionskåren nära Armentières, den franska första armén och den belgiska armén vidare norrut från majoriteten av de franska trupperna söder om tyskarnas ställningar. Tyskarna svängde norrut längs kusten och hotade att erövra hamnarna och fånga de brittiska och franska trupperna innan de kunde evakuera till Storbritannien.
I en av krigets mest debatterade beslut stoppade tyskarna sin framryckning mot Dunkerque. Tvärtemot vad många tror var det inte Adolf Hitler som beordrade detta. Gerd von Rundstedt och Günther von Kluge föreslog att de tyska trupperna runt Dunkerque skulle avbryta sin framryckning mot hamnen och befästa sig för att undvika en allierad genombrytning. Hitler sanktionerade ordern den 24 maj med stöd från Oberkommando der Wehrmacht. Armén skulle stanna i tre dagar, vilket gav de allierade tid att organisera Operation Dynamo och bygga en försvarslinje. Trots de allierades dystra bedömningar av sin situation, då Storbritannien diskuterade om en villkorlig kapitulation till Tyskland, räddades över 330.000 allierade soldater.